# Coppi (cognome)
Coppi è un cognome di lingua italiana.

## Varianti
Coppetti, Coppini, Coppino, Coppo.

## Origine e diffusione
Il cognome è tipicamente centro-settentrionale.
Potrebbe derivare da modificazioni del prenome Giacomo ed essere quindi affine al cognome Giacomi; potrebbe altresì derivare da un mestiere legato al laterizio o da un toponimo.
La variante Coppino è piemontese.

## Persone
- Fausto Coppi – ciclista italiano
- Francesco Coppi – docente e studioso italiano di scienze naturali, paleontologia, geologia e mineralogia
- Franco Coppi – giurista e avvocato penalista italiano